# Li Tao
Li Tao (en chino simplificado, 李涛) es una psicóloga china. Es profesora e investigadora, especialmente en los temas relativos a genética molecular y enfermedades mentales.

## Biografía
Como estudiante, trabajó en el Centro Nacional para la Investigación de Genes, de la Academia China de las Ciencias.
Li es profesora e investigadora en el Hospital Chino Occidental (Huaxi), de  la Universidad Sichuan. En la actualidad es la líder del equipo de investigación allí y ha formado parte del personal del Hospital desde 1997, cuando comenzó como una investigadora postdoctoral.
Li también ha enseñado genética molecular en la Escuela de Ciencias Médicas de la Universidad del Tíbet. Como directora del Centro de Salud Mental, del Hospital China Occidental, en 2012, llevando a cabo una colaboración con la Escuela de Medicina de la Universidad de Massachusetts en el estudio de  la adicción al tabaco.
El trabajo de Li se centra en la genética de las enfermedades mentales, especialmente en lo relativo a esquizofrenia hereditaria. Su trabajo ha contribuido a fomentar nuevas investigaciones sobre la genética molecular en la China Occidental. También estudia temas relacionados con el Tíbet y la psicología de las personas que viven allí. Sus investigaciones y contribuciones han sido publicados en Biological Psychiatry, PLoS, la American Journal of Medical Genetics, The American Journal of Psychiatry, Nature, The British Journal of Psychiatry, and Psychiatry Research.